# Hurts/Diskografie
Diese Diskografie ist eine Übersicht über die musikalischen Werke des britischen Synthiepop-Duos Hurts. Den Quellenangaben und Schallplattenauszeichnungen zufolge hat es bisher mehr als 5,4 Millionen Tonträger verkauft, davon alleine in seiner Heimat über 890.000. Seine erfolgreichste Veröffentlichung ist die Single Under Control mit über 2,4 Millionen verkauften Einheiten.

## Alben

### Studioalben
| Jahr | Titel Musiklabel                  | Höchstplatzierung, Gesamtwochen, AuszeichnungChartplatzierungen (Jahr, Titel, Musiklabel, Platzierungen, Wochen, Auszeichnungen, Anmerkungen) | Höchstplatzierung, Gesamtwochen, AuszeichnungChartplatzierungen (Jahr, Titel, Musiklabel, Platzierungen, Wochen, Auszeichnungen, Anmerkungen) | Höchstplatzierung, Gesamtwochen, AuszeichnungChartplatzierungen (Jahr, Titel, Musiklabel, Platzierungen, Wochen, Auszeichnungen, Anmerkungen) | Höchstplatzierung, Gesamtwochen, AuszeichnungChartplatzierungen (Jahr, Titel, Musiklabel, Platzierungen, Wochen, Auszeichnungen, Anmerkungen) | Höchstplatzierung, Gesamtwochen, AuszeichnungChartplatzierungen (Jahr, Titel, Musiklabel, Platzierungen, Wochen, Auszeichnungen, Anmerkungen) | Anmerkungen                                                 |
| Jahr | Titel Musiklabel                  | DE | AT | CH | UK | US | Anmerkungen                                                 |
| ---- | --------------------------------- | --- | --- | --- | --- | --- | ----------------------------------------------------------- |
| 2010 | Happiness RCA Records (Sony)      | DE2 ×2Doppelplatin · (65 Wo.)DE | AT2 Gold · (49 Wo.)AT | CH2 Platin · (60 Wo.)CH | UK4 Gold · (26 Wo.)UK | — | Erstveröffentlichung: 27. August 2010 Verkäufe: + 2.000.000 |
| 2013 | Exile Epic Records (Sony)         | DE3 Gold · (16 Wo.)DE | AT4 (6 Wo.)AT | CH2 Gold · (17 Wo.)CH | UK9 (8 Wo.)UK | — | Erstveröffentlichung: 8. März 2013 Verkäufe: + 159.411      |
| 2015 | Surrender Columbia Records (Sony) | DE8 (5 Wo.)DE | AT14 (2 Wo.)AT | CH1 (10 Wo.)CH | UK12 (2 Wo.)UK | — | Erstveröffentlichung: 9. Oktober 2015 Verkäufe: + 15.636    |
| 2017 | Desire Sony Music (Sony)          | DE14 (2 Wo.)DE | AT24 (1 Wo.)AT | CH8 (5 Wo.)CH | UK21 (1 Wo.)UK | — | Erstveröffentlichung: 29. September 2017 Verkäufe: + 3.712  |
| 2020 | Faith Lento Records (Sony)        | DE9 (3 Wo.)DE | AT8 (1 Wo.)AT | CH10 (3 Wo.)CH | UK21 (1 Wo.)UK | — | Erstveröffentlichung: 4. September 2020                     |

### EPs
| Jahr | Titel Musiklabel                    | Anmerkungen                        |
| ---- | ----------------------------------- | ---------------------------------- |
| 2010 | The Belle Vue EP RCA Records (Sony) | Erstveröffentlichung: 9. Juli 2010 |

## Singles

### Als Leadmusiker
| Jahr | Titel Album                                                 | Höchstplatzierung, Gesamtwochen, AuszeichnungChartplatzierungen (Jahr, Titel, Album, Platzierungen, Wochen, Auszeichnungen, Anmerkungen) | Höchstplatzierung, Gesamtwochen, AuszeichnungChartplatzierungen (Jahr, Titel, Album, Platzierungen, Wochen, Auszeichnungen, Anmerkungen) | Höchstplatzierung, Gesamtwochen, AuszeichnungChartplatzierungen (Jahr, Titel, Album, Platzierungen, Wochen, Auszeichnungen, Anmerkungen) | Höchstplatzierung, Gesamtwochen, AuszeichnungChartplatzierungen (Jahr, Titel, Album, Platzierungen, Wochen, Auszeichnungen, Anmerkungen) | Höchstplatzierung, Gesamtwochen, AuszeichnungChartplatzierungen (Jahr, Titel, Album, Platzierungen, Wochen, Auszeichnungen, Anmerkungen) | Anmerkungen                                                                        |
| Jahr | Titel Album                                                 | DE | AT | CH | UK | US | Anmerkungen                                                                        |
| --- | ----------------------------------------------------------- | --- | --- | --- | --- | --- | ---------------------------------------------------------------------------------- |
| 2010 | Wonderful Life Happiness                                    | DE2 ×3Dreifachgold · (42 Wo.)DE | AT6 Gold · (27 Wo.)AT | CH4 Platin · (36 Wo.)CH | UK21 (7 Wo.)UK | — | Erstveröffentlichung: 3. Mai 2010 Verkäufe: + 495.000                              |
| 2010 | Better Than Love Happiness                                  | DE66 (5 Wo.)DE | — | CH56 (1 Wo.)CH | UK50 (1 Wo.)UK | — | Erstveröffentlichung: 23. Mai 2010                                                 |
| 2010 | Stay Happiness                                              | DE3 Gold · (36 Wo.)DE | AT4 Gold · (21 Wo.)AT | CH6 Gold · (25 Wo.)CH | UK50 (1 Wo.)UK | — | Erstveröffentlichung: 12. November 2010 Verkäufe: + 180.000                        |
| 2010 | All I Want for Christmas Is New Year’s Day Happiness Deluxe | DE66 (7 Wo.)DE | AT67 (1 Wo.)AT | — | — | — | Erstveröffentlichung: 13. Dezember 2010                                            |
| 2011 | Sunday Happiness                                            | — | — | — | UK57 (1 Wo.)UK | — | Erstveröffentlichung: 25. Februar 2011                                             |
| 2011 | Illuminated Happiness                                       | — | — | — | UK68 (1 Wo.)UK | — | Erstveröffentlichung: 9. Mai 2011                                                  |
| 2011 | Blood, Tears & Gold Happiness                               | DE39 (6 Wo.)DE | AT45 (3 Wo.)AT | CH54 (4 Wo.)CH | — | — | Erstveröffentlichung: 7. Oktober 2011                                              |
| 2013 | Miracle Exile                                               | DE23 (7 Wo.)DE | AT43 (6 Wo.)AT | CH27 (6 Wo.)CH | — | — | Erstveröffentlichung: 11. Januar 2013                                              |
| 2013 | Blind Exile                                                 | DE52 (2 Wo.)DE | AT60 (1 Wo.)AT | — | — | — | Erstveröffentlichung: 10. Mai 2013                                                 |
| 2013 | Somebody to Die For Exile                                   | DE46 (3 Wo.)DE | AT57 (1 Wo.)AT | CH62 (5 Wo.)CH | — | — | Erstveröffentlichung: 19. Juli 2013                                                |
| 2015 | Some Kind of Heaven Surrender                               | — | — | CH66 (2 Wo.)CH | — | — | Erstveröffentlichung: 28. Mai 2015                                                 |
| 2015 | Rolling Stone Surrender                                     | — | — | — | — | — | Erstveröffentlichung: 15. Juli 2015                                                |
| 2015 | Lights Surrender                                            | — | — | — | — | — | Erstveröffentlichung: 14. August 2015                                              |
| 2015 | Slow Surrender                                              | — | — | — | — | — | Erstveröffentlichung: 11. September 2015                                           |
| 2015 | Wish Surrender                                              | — | — | — | — | — | Erstveröffentlichung: 7. Oktober 2015                                              |
| 2017 | Beautiful Ones Desire                                       | — | — | — | — | — | Erstveröffentlichung: 21. April 2017                                               |
| 2017 | Ready to Go Desire                                          | — | — | — | — | — | Erstveröffentlichung: 1. September 2017                                            |
| 2020 | Voices Faith                                                | — | — | — | — | — | Erstveröffentlichung: 15. Mai 2020                                                 |
| 2020 | Suffer Faith                                                | — | — | — | — | — | Erstveröffentlichung: 24. Juni 2020                                                |
| 2020 | Redemption Faith                                            | — | — | — | — | — | Erstveröffentlichung: 16. Juli 2020                                                |
| 2020 | Somebody Faith                                              | — | — | — | — | — | Erstveröffentlichung: 30. Juli 2020                                                |
| Folgende Lieder erschienen nicht als Single, wurden aber durch das Album zum Download und Streaming bereitgestellt und konnten somit eine Platzierung erlangen: |                                                             | | | | | |                                                                                    |
| |                                                             | | | | | |                                                                                    |
| 2013 | Ohne Dich –                                                 | DE88 (1 Wo.)DE | — | — | — | — | Charteinstieg: 13. September 2013 B-Seite von Somebody to Die For; Original: Selig |

### Als Gastmusiker
| Jahr | Titel Album          | Höchstplatzierung, Gesamtwochen, AuszeichnungChartplatzierungen (Jahr, Titel, Album, Platzierungen, Wochen, Auszeichnungen, Anmerkungen) | Höchstplatzierung, Gesamtwochen, AuszeichnungChartplatzierungen (Jahr, Titel, Album, Platzierungen, Wochen, Auszeichnungen, Anmerkungen) | Höchstplatzierung, Gesamtwochen, AuszeichnungChartplatzierungen (Jahr, Titel, Album, Platzierungen, Wochen, Auszeichnungen, Anmerkungen) | Höchstplatzierung, Gesamtwochen, AuszeichnungChartplatzierungen (Jahr, Titel, Album, Platzierungen, Wochen, Auszeichnungen, Anmerkungen) | Höchstplatzierung, Gesamtwochen, AuszeichnungChartplatzierungen (Jahr, Titel, Album, Platzierungen, Wochen, Auszeichnungen, Anmerkungen) | Anmerkungen                                                                                     |
| Jahr | Titel Album          | DE | AT | CH | UK | US | Anmerkungen                                                                                     |
| ---- | -------------------- | --- | --- | --- | --- | --- | ----------------------------------------------------------------------------------------------- |
| 2013 | Under Control Motion | DE24 Gold · (23 Wo.)DE | AT21 (14 Wo.)AT | CH34 Gold · (18 Wo.)CH | UK1 Platin · (16 Wo.)UK | US— PlatinUS | Erstveröffentlichung: 7. Oktober 2013 Verkäufe: + 2.549.000; Calvin Harris & Alesso feat. Hurts |
| 2023 | Wonderful Life –     | DE1 (13 Wo.)DE | AT2 (10 Wo.)AT | CH1 (9 Wo.)CH | — | — | Erstveröffentlichung: 29. Dezember 2023 6PM Records feat. Hurts, Luciano & Sira                 |

Frontcover zu Under Control

## Musikvideos
| Jahr | Titel                                      | Regie                                                                                      |
| ---- | ------------------------------------------ | ------------------------------------------------------------------------------------------ |
| 2009 | Wonderful Life                             | Adam Anderson (Version 1, 2009) Dawn Shadforth (Version 2, 2010) Em Cole (Version 3, 2025) |
| 2010 | Better Than Love                           | W.I.Z.                                                                                     |
| 2010 | Stay                                       | Dave Ma                                                                                    |
| 2010 | All I Want for Christmas Is New Year’s Day | Diamond Dogs                                                                               |
| 2011 | Sunday                                     | W.I.Z.                                                                                     |
| 2011 | Illuminated                                | Giorgio Testi                                                                              |
| 2011 | Blood, Tears & Gold                        | Adam Anderson                                                                              |
| 2013 | Miracle                                    | Chris Turner (Version 1) Frank Borin (Version 2)                                           |
| 2013 | Blind                                      | Nez Khammal                                                                                |
| 2013 | Somebody to Die For                        | Frank Borin                                                                                |
| 2013 | Under Control                              | Emil Nava                                                                                  |
| 2015 | Some Kind of Heaven                        | Chino Moya                                                                                 |
| 2015 | Lights                                     | Dawn Shadforth                                                                             |
| 2015 | Wish                                       | Bryan Adams                                                                                |
| 2015 | Wings                                      | Dawn Shadforth                                                                             |
| 2017 | Beautiful Ones                             | Tim Mattia                                                                                 |
| 2017 | Ready to Go                                | Thomas James                                                                               |
| 2017 | Chaperone                                  | Frederick Lloyd                                                                            |
| 2020 | Redemption                                 | Frederick Lloyd                                                                            |
| 2020 | Somebody                                   | Grandmas                                                                                   |
| 2023 | Wonderful Life                             | Simon Berger, Paul Fanger                                                                  |

## Promoveröffentlichungen
| Jahr | Titel Album | Anmerkungen                                                            |
| ---- | ----------- | ---------------------------------------------------------------------- |
| 2017 | Desire      | Erstveröffentlichung: 2017 kostenloser Download auf der Hurts-Homepage |

| Jahr | Titel Album                              | Anmerkungen                              |
| ---- | ---------------------------------------- | ---------------------------------------- |
| 2010 | Happiness Happiness (Deluxe Edition)     | Erstveröffentlichung: 1. August 2010     |
| 2013 | Sandman Exile                            | Erstveröffentlichung: 14. Januar 2013    |
| 2015 | Nothing Will Be Bigger Than Us Surrender | Erstveröffentlichung: 2015               |
| 2015 | Wings Surrender                          | Erstveröffentlichung: 2015               |
| 2017 | Hold on to Me Desire                     | Erstveröffentlichung: 22. September 2017 |
| 2017 | Chaperone Desire                         | Erstveröffentlichung: 12. Oktober 2017   |

## Sonderveröffentlichungen

### Alben
| Jahr | Titel Musiklabel                              | Anmerkungen                                                                   |
| ---- | --------------------------------------------- | ----------------------------------------------------------------------------- |
| 2013 | Spotify Sessions Major Label (Sony)           | Erstveröffentlichung: 19. April 2013 Vertrieb nur über Spotify                |
| 2017 | Live @ Deluxe Music Session Sony Music (Sony) | Erstveröffentlichung: 24. November 2017 Teil der „Deluxe-Music-Session“-Reihe |

### Lieder
| Jahr | Titel Album                               | Anmerkungen                                                               |
| ---- | ----------------------------------------- | ------------------------------------------------------------------------- |
| 2010 | Jeanny Falco 3 (25th Anniversary Edition) | Erstveröffentlichung: 22. Oktober 2010 Falco & Hurts; Original: Falco     |
| 2014 | Ecstasy Motion                            | Erstveröffentlichung: 31. Oktober 2014 Calvin Harris feat. Hurts          |
| 2014 | Under Control Motion                      | Erstveröffentlichung: 31. Oktober 2014 Calvin Harris & Alesso feat. Hurts |

| Jahr | Titel Album                                                                          | Anmerkungen                                                       |
| ---- | ------------------------------------------------------------------------------------ | ----------------------------------------------------------------- |
| 2010 | Haifisch (Remix by Hurts) Made in Germany 1995–2011 (Deluxe Edition)                 | Erstveröffentlichung: 28. Mai 2010 Interpretation: Rammstein      |
| 2011 | Judas (Hurts Remix) Born This Way – The Remix                                        | Erstveröffentlichung: 16. Mai 2011 Interpretation: Lady Gaga      |
| 2011 | Lonely Lisa (Hurts Remix) –                                                          | Erstveröffentlichung: 4. Juli 2011 Interpretation: Mylène Farmer  |
| 2012 | Lied von den Vergessenen (Hurts Remix) Lied von den Vergessenen (Special Version) EP | Erstveröffentlichung: 10. Februar 2012 Interpretation: Rosenstolz |

| Jahr | Titel Soundtrack | Anmerkungen                           |
| ---- | ---------------- | ------------------------------------- |
| 2011 | Stay Kokowääh    | Erstveröffentlichung: 4. Februar 2011 |

### Videoalben
| Jahr | Titel Musiklabel                  | Anmerkungen                                                                |
| ---- | --------------------------------- | -------------------------------------------------------------------------- |
| 2010 | Live in Berlin RCA Records (Sony) | Erstveröffentlichung: 28. Oktober 2011 Teil der Happiness (Deluxe Edition) |
| 2013 | Россия Epic Records (Sony)        | Erstveröffentlichung: 8. März 2013 Teil der Exile (Deluxe Edition)         |

## Statistik

### Chartauswertung
|                     | DE    | AT    | CH    | UK    | US    |
| ------------------- | ----- | ----- | ----- | ----- | ----- |
| Nummer-eins-Alben   | DE—DE | AT—AT | CH1CH | UK—UK | US—US |
| Top-10-Alben        | DE4DE | AT3AT | CH5CH | UK2UK | US—US |
| Alben in den Charts | DE5DE | AT5AT | CH5CH | UK5UK | US—US |

|                       | DE     | AT    | CH    | UK    | US    |
| --------------------- | ------ | ----- | ----- | ----- | ----- |
| Nummer-eins-Singles   | DE1DE  | AT—AT | CH1CH | UK1UK | US—US |
| Top-10-Singles        | DE3DE  | AT3AT | CH3CH | UK1UK | US—US |
| Singles in den Charts | DE11DE | AT9AT | CH9CH | UK6UK | US—US |

### Auszeichnungen für Musikverkäufe
| Goldene Schallplatte - Mexiko - 2014: für die Single Under Control - Polen - 2013: für das Album Exile - 2024: für das Album Surrender - Portugal - 2022: für die Single Under Control Platin-Schallplatte - Dänemark - 2014: für das Streaming Under Control - Finnland - 2011: für das Album Happiness - Italien - 2014: für die Single Under Control - Kanada - 2023: für die Single Under Control - Neuseeland - 2023: für die Single Under Control - Spanien - 2025: für die Single Under Control | 2× Platin-Schallplatte - Australien - 2023: für die Single Under Control - Norwegen - 2015: für die Single Under Control - Polen - 2014: für das Album Happiness - Schweden - 2014: für die Single Under Control 3× Platin-Schallplatte - Brasilien - 2021: für die Single Under Control |

Anmerkung: Auszeichnungen in Ländern aus den Charttabellen bzw. Chartboxen sind in ebendiesen zu finden.
| Land/RegionAuszeichnungen für Musikverkäufe (Land/Region, Auszeichnungen, Verkäufe, Quellen) | Gold       | Platin       | Verkäufe  | Quellen              |
| -------------------------------------------------------------------------------------------- | ---------- | ------------ | --------- | -------------------- |
| Australien (ARIA)                                                                            | —          | 2× Platin2   | 140.000   | aria.com.au          |
| Brasilien (PMB)                                                                              | —          | 3× Platin3   | 180.000   | pro-musicabr.org.br  |
| Dänemark (IFPI)                                                                              | —          | Platin1      | —         | ifpi.dk              |
| Deutschland (BVMI)                                                                           | 4× Gold4   | 3× Platin3   | 1.250.000 | musikindustrie.de    |
| Finnland (IFPI)                                                                              | —          | Platin1      | 20.168    | ifpi.fi              |
| Italien (FIMI)                                                                               | —          | Platin1      | 30.000    | fimi.it              |
| Kanada (MC)                                                                                  | —          | Platin1      | 80.000    | musiccanada.com      |
| Mexiko (AMPROFON)                                                                            | Gold1      | —            | 30.000    | amprofon.com.mx      |
| Neuseeland (RMNZ)                                                                            | —          | Platin1      | 15.000    | radioscope.co.nz     |
| Norwegen (IFPI)                                                                              | —          | 2× Platin2   | 80.000    | ifpi.no              |
| Österreich (IFPI)                                                                            | 3× Gold3   | —            | 40.000    | ifpi.at              |
| Polen (ZPAV)                                                                                 | 2× Gold2   | 2× Platin2   | 60.000    | olis.pl              |
| Portugal (AFP)                                                                               | Gold1      | —            | 5.000     | Einzelnachweise      |
| Schweden (IFPI)                                                                              | —          | 2× Platin2   | 80.000    | sverigetopplistan.se |
| Schweiz (IFPI)                                                                               | 3× Gold3   | 2× Platin2   | 100.000   | hitparade.ch         |
| Spanien (Promusicae)                                                                         | —          | Platin1      | 60.000    | elportaldemusica.es  |
| Vereinigte Staaten (RIAA)                                                                    | —          | Platin1      | 1.000.000 | riaa.com             |
| Vereinigtes Königreich (BPI)                                                                 | Gold1      | Platin1      | 898.145   | bpi.co.uk            |
| Insgesamt                                                                                    | 15× Gold15 | 23× Platin23 |           |                      |